# I Festival de Antofagasta
La I versión del Festival de Antofagasta llamado Antofagasta Junto al Mar 2009 se realizó los días 11, 12 y 13 de febrero de 2009 en el Sitio Cero del Puerto de la ciudad de Antofagasta en Chile. El evento fue desarrollado por la Municipalidad de Antofagasta a través de la Corporación Cultural, y fue transmitido íntegramente por la señal de televisión local Antofagasta TV.

## Desarrollo

### Miércoles 11 de febrero
- Claudio Narea y Miguel Tapia
- Álvaro Salas (humorista)
- Illapu

### Jueves 12 de febrero
- Crisálida
- Sinergia
- Manpoval (humor)
- Los Bunkers

### Viernes 13 de febrero
- Luis Jara
- Cristián Henríquez "La Rupertina" (humorista)
- La Sonora de Tommy Rey